# Tersilochinae
Tersilochinae sind eine weltweit verbreitete Unterfamilie der Schlupfwespen. Es sind derzeit 27 Gattungen mit mehr als 560 Arten bekannt, in den letzten Jahren wurden viele Arten der Unterfamilie neu beschrieben. In Deutschland sind (Stand 2010) 109 Arten der Tersilochinae bekannt (incl. Phrudinae). In Europa kennt man 160 Arten in 13 Gattungen.

## Morphologie
Die Tersilochinae sind klein bis mittelgroß (Länge meist 3–7 mm). Die größte Art der Unterfamilie, Megalochus grandis aus Lateinamerika kann bis zu 15 mm Körperlänge haben. Tersilochinae sind im Habitus recht unterschiedlich, sie können vor allem am Flügelgeäder erkannt werden. Kopf und Thorax häufig dunkel, die Beine hell. Das Flügelmal ist groß und dreieckig. Das zweite Antennenglied (Pedicellus) ist relativ groß. Die Tersilochus-Gruppe hat am Ende des Clypeus eine deutliche Bürste mit kräftigen Setae.

## Lebensweise
Die einheimischen Tersilochinae sind Endoparasitoide in Käferlarven, vor allem von Rüsselkäfern, Blattkäfern und Glanzkäfern, seltener von Schwammkäfern und Borkenkäfern. Die parasitierten Wirtslarven leben oft in Pflanzengewebe. Sie werden erst getötet, nachdem sie sich zur Verpuppung in die Erde begeben haben.
Manche Arten, zum Beispiel der Gattung Gelanes, entwickeln sich in Xyelidae (Pflanzenwespen) oder in Raupen von Trugmotten.

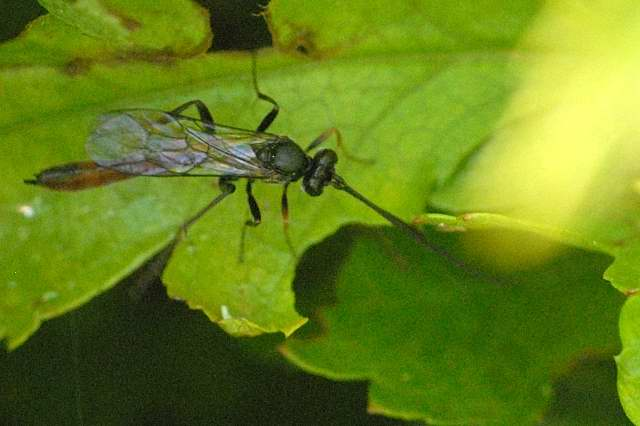
Barycnemis harpura (Belgien)

In Europa kommen Tersilochinae in allen terrestrischen Habitaten vor, von Steppen und nassen Wäldern zu alpinen Wiesen und Tundra. In der Regel sind sie zahlen- und artenmäßig am meisten in Wäldern zu finden. Man findet sie am meisten in den Monaten Mai bis Juli. Manche Arten können lokal sehr häufig auftreten und im Frühling richtige Schwärme bilden. Diese fliegen in der Nähe der Blüten von Kreuzblütlern, der Nahrungspflanzen ihrer Wirte.

## Systematik

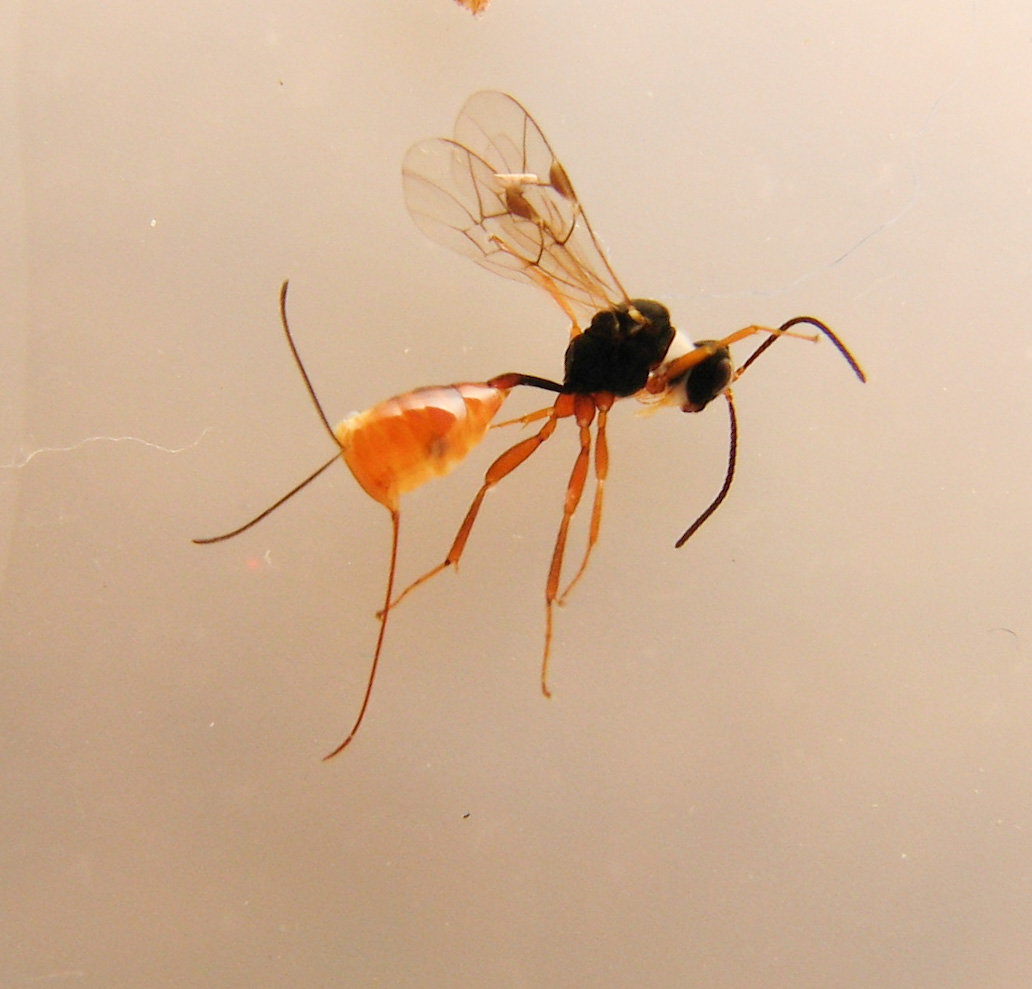
Tersilochinae (Art nicht bestimmt)

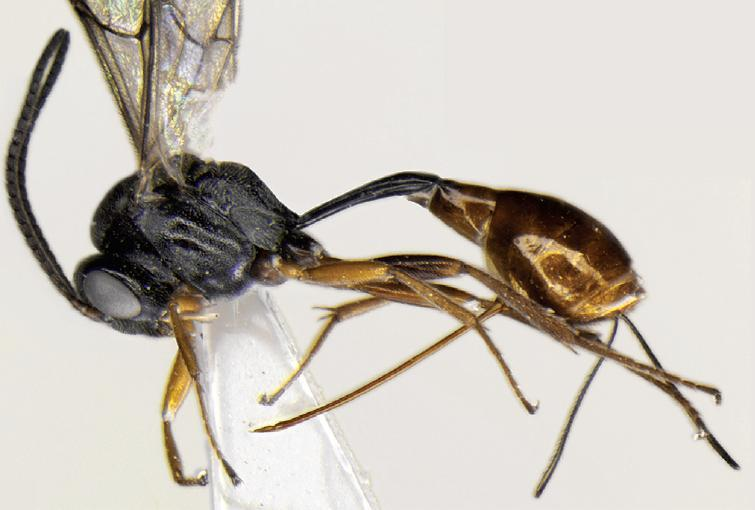
Diaparsis nitidulentis (Holotypus, Weibchen)

Die Tersilochinae gehören zu den Ophioniformes, aber es ist nicht klar, welchen Umfang diese Unterfamilie wirklich hat. Teilweise wurden Gattungen, die mit Phrudus näher verwandt sind als eigene Unterfamilie, Phrudinae (aus)gegliedert. Teilweise wurden auch die Gattung Neorhacodes mit anderen Gattungen zu den Tersilochinae gestellt, diese werden aber jetzt wieder als eigene Unterfamilie, die Neorhacodinae gesehen. Sehr nahe verwandt sind auch die Sisyrostolinae (= Brachyscleromatinae), die teilweise zu den Phrudinae gerechnet werden.

## Einheimische Gattungen
In Deutschland nachgewiesene Gattungen (Stand 2000, auch Anzahl der Arten in D nach, Gattungen der "Phrudinae" mit * markiert)
- Allophroides (1)
- Astrenis * (1)
- Aneuclis (5)
- Barycnemis (13)
- Diaparsis (10)
- Earobia * (1)
- Epistathmus (1)
- Gelanes (2)
- Heterocola (3)
- Phradis (12)
- Phrudus * (1)
- Probles (27)
- Pygmaeolus * (1)
- Sathropterus (1)
- Spinolochus (1)
- Tersilochus (27) T. obscurator, T. fulvipes